# مدیناه (ایلینوی)
مدیناه (به انگلیسی: Medinah) یک منطقهٔ مسکونی در ایالات متحده آمریکا است که در ایلینوی واقع شده‌است.